# Бернгард фон Браухіч
Бернгард Едуард Адольф фон Браухіч (нім. Bernhard Eduard Adolf von Brauchitsch; 12 жовтня 1833, Берлін — 7 травня 1910, Наумбург) — прусський офіцер, генерал кінноти.

## Біографія
Представник давнього сілезького роду спадкових військовиків. Син Адольфа фон Браухіча (1800–1876) і його дружини Гелени, уродженої фон Брауншвейг (1809–1866).
Після закінчення школи вивчав прав і камеральні науки в університетах Бонна, Гайдельбергу, Галле і Берліна. Після успішного завершення навчання з 1855 року працював аускультатором, з 1857 року — референдаром. В 1859 році вступив в Прусську армію. Учасник Австро-прусської війни. В 1867 році переведений в Прусське військове міністерство. Учасник Французько-прусської війни, після завершення якої з 1871 року служив офіцером Генштабу в генерал-губернаторстві Лотарингія, пізніше — на інших посадах. З 26 квітня 1889 року — генеральний інспектор військових училищ. З 19 вересня 1890 по 18 квітня 1896 року — директор Прусської військової академії.

## Сім'я
12 березня 1864 року одружився з Шарлоттою фон Гордон. В пари народились 7 дітей:
- Готтфрід (1866–1924) — генерал-майор Прусської армії.
- Гедвіг (1868–?) — диякониса.
- Агнес (1869–1945) — в 1903 році вийшла заміж за генерал-майора Ганса фон Гефтена (1870–1937).
- Гертруд (*/† 1874)
- Адольф (1876–1935) — генерал-майор рейхсверу.
- Вальтер (1881–1948) — генерал-фельдмаршал вермахту.
- Едуард Еміль Макс (1886–?)

## Нагороди
- Хрест «За вислугу років» (Пруссія)
- Столітня медаль (22 березня 1897)